# Galafi
Galafi (även Gâlâfi) är en ort i regionen Dikhil i den östafrikanska staten Djibouti. Galafi har närmare 1 850 invånare. Staden ligger på gränsen till Etiopien.